# Hippoglossina bollmani
Hippoglossina bollmani är en fiskart som beskrevs av Gilbert, 1890. Hippoglossina bollmani ingår i släktet Hippoglossina och familjen Paralichthyidae. IUCN kategoriserar arten globalt som livskraftig. Inga underarter finns listade i Catalogue of Life.